# The Other Side (diaporama)
Pour les articles homonymes, voir The Other Side.
The Other Side est une série de diaporamas de la photographe américaine Nan Goldin.
Il y a deux diaporamas.

## 1972-1992
Projeté en 1994

## 1972-2006
Diaporama projeté dans le grand Hall du Tate modern de Londres lors de la fête du weekend de trois jours du Spring Bank Holiday le 24 mai 2008.
Les gens sont installés par terre sur des coussins sur la pente intérieure devant une scène surmontée d'un écran géant.
Le diaporama est mis en musique par John Kelly. 
- John Kelly (Chant et guitare)
- Simon Deacon (piano)